# CD14

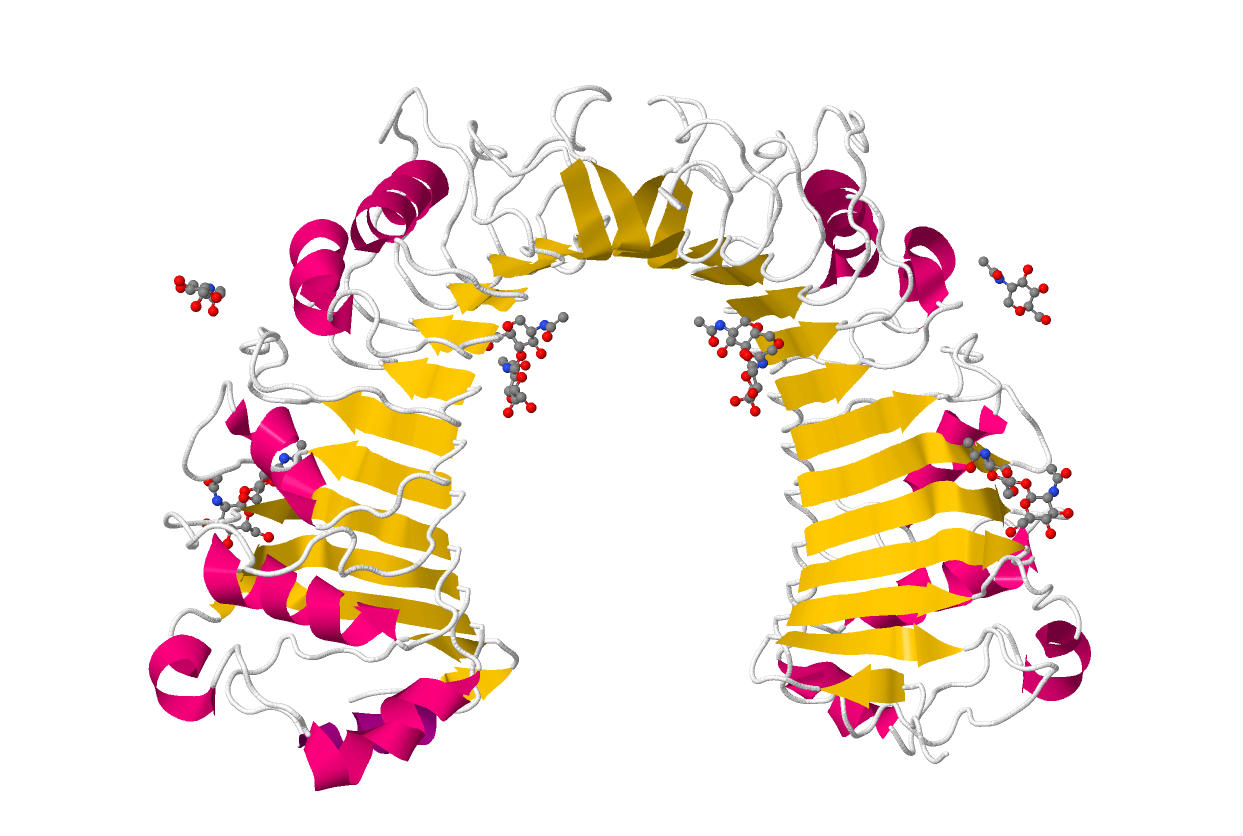
Model cząsteczki CD14

CD14 (ang. cluster of differentiation 14) – białko, które wchodzi w skład nieswoistego układu immunologicznego. Ludzki gen kodujący CD14 znajduje się na chromosomie 5 w locus 5q31.3
.
CD14 występuje w dwóch formach:
- błonowej, związanej z błoną  komórkową za pośrednictwem glikozylofosfatydyloinozytolowej „kotwicy” mCD14 (ang. membrane CD14). Obecny na powierzchni: monocytów, makrofagów, granulocytów i komórek dendrytycznych[3]
- i wolnej, rozpuszczalnej sCD14 (ang. soluble CD14), która powstaje albo przez odłączenie od mCD14 (48 kDa), albo przez wydzielenie z wnętrza komórki (56 kDa)[4]

Badania krystalograficzne wykazały, że CD14 ma strukturę zagiętego, monomerycznego solenoidu z hydrofobową N-końcową kieszonką.
CD14 został opisany jako pierwszy receptor rozpoznający wzorce.